# Нівінь-е-Сюран
Нівінь-е-Сюран (фр. Nivigne et Suran) — муніципалітет у Франції, у регіоні Овернь-Рона-Альпи, департамент Ен. Нівінь-е-Сюран утворено 1-1-2017 шляхом злиття муніципалітетів Шаванн-сюр-Сюран i Жерманья. Адміністративним центром муніципалітету є Шаванн-сюр-Сюран. Населення — 832 особи (01.01.2021).